# Мендоса, Глейкер
Гле́йкер Теодо́ро Мендо́са Ба́рриос (исп. Gleiker Teodoro Mendoza Barrios; 8 декабря 2001, Колон) — венесуэльский футболист, полузащитник клуба «Ангостура» и сборной Венесуэлы. Выступает на правах аренды за клуб «Кривбасс».

## Клубная карьера
Родился в городе Колон. Воспитанник молодёжной академии «Ангостуры», откуда в начале января 2023 года переведён в первую команду. На профессиональном уровне дебютировал 4 февраля 2023 года в победном (2:0) домашнем поединке 1-го тура Примера Дивизиона против «Минерос де Гуаяна». Глейкер вышел на поле в стартовом составе и отыграл весь матч. Первый гол во взрослом футболе отличился 7 мая 2023 года на 46-й минуте проигранного (2:3) домашнего поединка 13-го тура Примера Дивизиона против «Эстудиантес де Мерида». Мендоса вышел на поле в стартовом составе и отыграл весь матч. В сезоне 2023 в венесуэльской Примере сыграл 26 матчей и отличился 1-м голом.
В начале января 2024 года перешёл в аренду в другой венесуэльский клуб, «Депортиво Тачира». Дебютировал за новую команду нападающий 10 февраля 2024 года в ничейном (0:0) поединке 2-го тура Апертуры Примера Дивизион против «Саморы». Глейкер вышел на поле на 75-й минуте вместо Ерсона Чакона. Первыми голами за «Депортиво» отличился 13 ноября 2024 года на 66-й и 69-й минутах победного (4:0) выездного поединка 5-го тура группы А Классуры – Пятиугольника Примера Дивизион против «Каракаса». Мендоса вышел на поле в стартовом составе, а на 74-й минуте его заменил Жан Кастильо. В сезоне 2024 сыграл 24 матча (3 гола) в Примере Дивизионе, 1 поединок в кубке Венесуэлы и 4 матча в кубке Либертадорес.
В конце января 2024 года заинтересовал «Кривбасс», с которым в начале февраля 2024 года подписал арендное соглашение рассчитанное на 1 год с возможностью полноценного перехода.

## Карьера в сборной
В футболке национальной сборной Венесуэлы дебютировал 18 января 2025 года в проигранном (1:3) товарищеском матче против США. Мендоса вышел на поле в стартовом составе и отыграл весь матч.